# جذر نوني

رمز الجذر في الرياضيات

في الرياضيات، جذر العدد النوني (بالإنجليزية: nth root)‏ هو عدد ما (r) إذا رفعناه لقوة معينة (n)، عادة ما تكون 2، أعطانا العدد الأصلي (العدد النوني، x)
{\displaystyle r^{n}=x\!\,}
مثلاً:
- 2 هو الجذر الرابع (n=4) للعدد 16، لأن {\displaystyle 2^{4}=16}; (وهو العدد الموجب الحقيقي الوحيد الذي يحقق هذه الصفة).
- 3 هو الجذر التربيعي (n=2) للعدد 9 لأن {\displaystyle 3^{2}=9}.

الحرف n يرمز هنا لما يسمى درجة الجذر. جذر من الدرجة الثانية يدعى الجذر التربيعي، وكذلك جذر من الدرجة الثالثة يدعى الجذر التكعيبي، وإلخ. ومن الجدير بالذكر أنه عندما لا تذكر درجة الجذر، المُراد هو الجذر التربيعي.
بشكل عام، الجذر من الدرجة n يُدعى الجذر النوني. عادة ما تُكتب الجذور باستعمال رمز الجذر {\displaystyle {\sqrt {\,\,}}}، فإن الرمز {\displaystyle {\sqrt {x}}\!\,} يرمز للجذر التربيعي للعدد، أما الرمز {\displaystyle {\sqrt[{3}]{x}}\!\,} فيدل على الجذر التكعيبي للعدد، أما الرمز {\displaystyle {\sqrt[{4}]{x}}} فيدل على الجذر الرابع، وإلخ.
في الحساب، تعتبر الجذور حالة خاصة من الرفع للقوة، حيث يكون بها الأس كسرًا:
{\displaystyle {\sqrt[{n}]{x}}\,=\,x^{1/n}}
أي عدد حقيقي موجب له جذران حقيقيان أحدهما موجب والآخر سالب، ويرمز للجذر الموجب للعدد {\displaystyle x} بالرمز {\displaystyle {\sqrt {x}}}
وللجذر السالب بالرمز {\displaystyle -{\sqrt {x}}}.

## تاريخ
هناك تضارب في المعلومات حول أصل الرمز {\displaystyle {\sqrt {}}} لعملية الجذر. بعض المصادر تشير أن الرمز استُعمل للمرة الأولى على يد الرياضياتيين العرب. أحد هؤلاء الرياضياتيين العرب هو أبو الحسن علي القلصادي (1421-1486) في الأندلس. يُقال أن رمز الجذر مستمدّ من الحرف ج، الحرف الأول من الكلمة جذر في اللغة العربية. بالرغم من ذلك، يؤمن بعض العلماء، ومن ضمنهم ليونهارد أويلر، أن أصل رمز الجذر هو الحرف r، الحرف الأول من الكلمة radix، «جذر» في اللغة اللاتينية والتي ترمز لنفس العملية الحسابية. وجد رمز الجذر للمرة الأولى في المواد المطبوعة وذلك بدون الخط العلوي (الخط الأفقي الذي فوق العدد داخل رمز الجذر) في كتابات بعنوان Die Coss من سنة 1525 للرياضياتي الألماني كريستوف رودولف.

## تعريف وتدوين

أربعة الجذور من الدرجة الرابعة للعدد 1-
لا أحد منها عدد حقيقي

ثلاثة الجذور التكعيبية للعدد 1-
واحد منها هو عدد حقيقي سالب

الجذر النوني لعدد ما x، حيث أن n هو عدد صحيح موجب، هو عدد r إذا رفعناه للقوة n نحصل على x:
{\displaystyle r^{n}=x\!\,}
كل عدد حقيقي موجب x له جذر نوني موجب واحد، ويكتب بالشكل التالي: {\displaystyle {\sqrt[{n}]{x}}}. إذا كان n مساويًا لـ 2 يسمى هذا الجذر جذرًا تربيعيًا، ولا يكتب العدد 2 فوق علامة الجذر. يمكن أيضًا كتابة الجذر النوني بالطريقة الأسية بالشكل الآتي: {\displaystyle x^{1/n}}.
لكل قيم n الزوجية يكون هنالك جذر نوني سالب لأي عدد موجب، بينما الأعداد السالبة ليس لها جذر نوني حقيقي. أما لقيم n الفردية فهنالك جذر نوني سالب لأي عدد سالب. مثلاً، العدد 2- له جذر خامس حقيقي، {\displaystyle {\sqrt[{5}]{-2}}\,=-1.148698354\ldots }، ولكن العدد 2- ليس له أي جذر سادس حقيقي.
كل عدد x ما عدا الصفر، إن كان حقيقيًا أو مركبًا، له عدد n من الجذور النونية المختلفة في مجال الأعداد المركّبة، وقد يكون من بين تلك الجذور جذور حقيقية موجبة أو سالبة، انظر الجذور المركبة في الأسفل. الجذر النوني للعدد 0 هو الـ 0.
بالنسبة لمعظم الأعداد، الجذر النوني هو عدد غير نسبي. على سبيل المثال،
{\displaystyle {\sqrt {2}}=1.414213562\ldots }

### الجذور التربيعية
الجذر التربيعي لعدد ما x هو العدد r الذي إذا ربّعناه نحصل على x.
{\displaystyle r^{2}=x\!\,}
لكل عدد حقيقي موجب يوجد جذران تربيعيان، أحدهما موجب والآخر سالب. على سبيل المثال، الجذران التربيعيان للعدد 25 هما 5 و 5-.

ولما كان مربع أي عدد حقيقي هو عدد حقيقي موجب فإن الأعداد السالبة لا توجد لها جذور تربيعية حقيقية. ومع ذلك لكل عدد سالب جذران تربيعيان مركبان. فمثلاً الجذران التربيعيان للعدد 25- هما 5i و 5i-، حيث أن i هو الجذر التربيعي للعدد 1-.

### الجذور التكعيبية
الجذر التكعيبي لعدد ما x هو العدد r الذي إذا كعّبناه نحصل على x.
{\displaystyle r^{3}=x\!\,}
لكل عدد حقيقي x يوجد جذر تكعيبي واحد، ويكتب بالطريقة التالية: {\displaystyle {\sqrt[{3}]{x}}}. على سبيل المثال،
{\displaystyle {\sqrt[{3}]{8}}\,=\,2\quad {\text{and}}\quad {\sqrt[{3}]{-8}}\,=-2}
كل عدد حقيقي له جذرين تكعيبيين إضافيين مركبين (انظر الجذور المركبة في الأسفل).

## مطابقات وخواص
لكل عدد موجب حقيقي يوجد جذر نوني موجب، وتنطبق عليه الخواص التالية:
{\displaystyle {\sqrt[{n}]{ab}}={\sqrt[{n}]{a}}{\sqrt[{n}]{b}}\,,}
{\displaystyle {\sqrt[{n}]{\frac {a}{b}}}={\frac {\sqrt[{n}]{a}}{\sqrt[{n}]{b}}}\,.}
وعندما ننظر إلى الصيغة الأسية للجذور، يمكن أن نفهم الخواص التالية أيضًا:
{\displaystyle {\sqrt[{n}]{a^{m}}}=\left({\sqrt[{n}]{a}}\right)^{m}=\left(a^{\frac {1}{n}}\right)^{m}=a^{\frac {m}{n}}.}

## الجذور من درجات أعلى
بالمثل يقال أن y هو جذر تكعيبي للعدد {\displaystyle x} إذا كان
{\displaystyle y^{3}=x}
ويرمز للجذر التكعيبي بالرمز
{\displaystyle ^{3}{\sqrt {x}}}
من السهل ملاحظة أن {\displaystyle 2} هي الجذر التكعيبي ل {\displaystyle 8} وأن {\displaystyle 3} هي الجذر التكعيبي ل {\displaystyle 27} و{\displaystyle -3} هي الجذر التكعيبي ل {\displaystyle -27}.

## الجذور المركبة

ثلاثة الجذور للعدد 1

كل عدد معرّف فوق حقل الأعداد المركبة له n جذور نونية مختلفة.

### جذور تربيعية
الجذران التربيعيان لعدد مركب هما دائمًا مضادان. مثلاً، الجذران التربيعيان للعدد 4- هما 2i و 2i-، والجذران التربيعيان للعدد i هما
{\displaystyle {\frac {1+i}{\sqrt {2}}}\quad {\text{and}}\quad {\frac {-1-i}{\sqrt {2}}}}
من الممكن أيضا التعامل مع الجذور المركبة للأعداد الحقيقية، فيرمز للجذر التربيعي للعدد {\displaystyle -1} بالرمز {\displaystyle i}، ويصبح
{\displaystyle 3i}
هو الجذر التربيعي للعدد {\displaystyle -9}، وهكذا، اصطلح على تسمية الكميات التي على الصورة {\displaystyle ai} حيث {\displaystyle a} عدد حقيقي بالكميات التخيلية، وهي جذور الأعداد الحقيقية السالبة.
تقابلنا الكميات التخيلية مرة أخرى عندما نبحث عن أكثر من جذر تكعيبي (أو من درجة أعلى) لعدد حقيقي موجب، فالعدد الحقيقي {\displaystyle 1} له جذر تكعيبي واحد في الأعداد الحقيقية (هو 1 نفسه) لكن العددان المركبان
{\displaystyle -{\sqrt {3}}/2-i/2,-{\sqrt {3}}/2+i/2}
هما أيضا جذران تكعيبيان للواحد، بوجه عام الأعداد
{\displaystyle \cos(k\pi /n)+i\sin(k\pi /n),k=0,1,\dots ,n}
هي جميعا جذور للواحد الصحيح من الدرجة {\displaystyle n}